# 인도검은따오기
인도검은따오기(Indian black ibis)는 인도 아대륙의 평야, 농경지 및 도시에서 발견되는 따오기아과의 한 종이다. 이 지역의 다른 따오기와 달리 수역에서는 자주 발견되지 않으며 건조한 들판에서는 자주 발견되지만 습지가 더 많은 지역에서는 더 많이 유인된다. 보통 한 쌍 또는 느슨한 무리로 나타나며 어깨에 흰색 반점이 있는 거의 모든 어두운 몸과 왕관과 목덜미에 붉은 사마귀 피부 반점이 있는 맨 어두운 머리로 식별할 수 있다. 울음소리가 크고 번식할 때 소음이 크다. 큰 나무나 야자수 꼭대기에 둥지를 틀고 휴대폰 타워와 전기 10억 개의 탑을 쌓는 쌍이 점점 더 많아지고 있다.

## 묘사

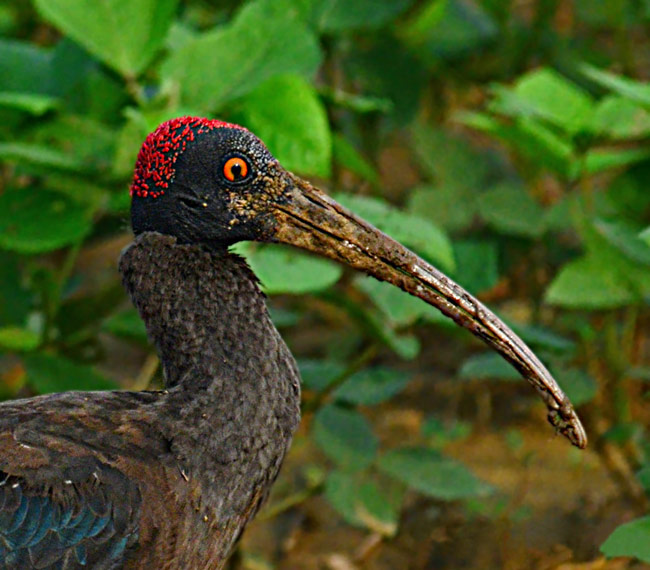
종의 이름을 나타내는 붉은 유두를 보여주는 하위 성체의 머리 클로즈업

인도검은따오기는 긴 다리와 긴 아래쪽으로 구부러진 부리를 가진 큰 검은 새이다. 날개 깃털과 꼬리는 검은색에 청록색 광택이 나며 목과 몸은 갈색이며 광택이 없다. 어깨에는 흰색 반점이 눈에 띄고 깃털이 없는 머리 윗부분은 밝은 붉은 사마귀 피부의 반점이다. 사마귀 반점, 엄밀히 말하면 축 처진 살은 왕관에 꼭지점이 있고 목덜미 뒤에 삼각형의 밑부분이 있는 삼각형 반점으로 성체 새에서 발달한다. 홍채는 주황색 빨간색이다. 암수 모두 동일하며 어린 새들은 갈색을 띠며 처음에는 맨머리와 왕관이 없다. 부리와 다리는 회색이지만 번식기에는 붉은 색으로 변한다. 발가락에는 가장자리 막이 있으며 밑부분에 약간의 물갈퀴가 있다.
그들은 보통 조용하지만 새벽과 황혼에 울음소리를 내며 둥지를 틀 때 더 자주 울음소리를 낸다. 울음소리는 크고 삐걱거리는 비명 소리의 연속으로, 소리를 내며 내려온다. 야행성 울음소리는 드물며 도시 환경에서도 관찰되었다.
이 종은 멀리서 볼 때 적갈색따오기와 혼동될 수 있지만, 광택이 나는 따오기는 더 작고 더 사교적이며 습지와 관련이 있으며 날개에 흰색이 없고 완전히 깃털이 달린 머리를 가지고 있다.

## 분포 및 서식지
인도검은따오기는 인도 아대륙의 평야에 널리 분포되어 있다. 라자스탄주에서는 아라발리산맥을 따라 흔히 볼 수 있지만, 산의 나무를 사용하는 것을 완전히 피한다. 인도검은따오기는 호수, 습지, 강바닥, 관개된 농경지, 마른 휴경지, 마을, 마을 및 도시를 사용한다. 경관에 더 많은 습지가 인도검은따오기를 끌어들이지만, 새들은 주로 마른 들판에서 먹이를 찾아 여름 동안 먹이를 찾는 습지의 사용이 증가한다. 반건조 지역에서는 2~4마리의 작은 무리에서 흔히 볼 수 있으며, 큰 무리는 비교적 드문다. 습한 지역과 계절에서는 더 적은 수의 따오기가 집계되었다.
하리아나주, 펀자브주, 라자스탄주, 그리고 갠지스 평원에서 흔히 번식하는 개체입니다. 이 종은 인도 남부까지 확장되지만, 반도나 스리랑카 남동쪽의 숲이 우거진 지역이나 건조한 지역에서는 발견되지 않다. 네팔 저지대에서는 대부분의 인도검은따오기가 농경지에서 발견되었지만, 대부분의 둥지는 숲에서 발견되었다. 인도검은따오기는 일반적으로 먹이를 찾고, 둥지를 틀고, 대도시에서 서식한다.
인도검은따오기는 주로 먹이를 찾는 활동과 다른 활동을 하며, 밤에는 나무나 섬에서 공동으로 둥지를 틀기도 한다. 시끄러운 울음소리와 같은 야행성 활동은 드문다. 반건조 지역에서는 주로 고지대 서식지에서 먹이를 찾아 다른 교감신경계 따오기 종들과의 잠재적인 경쟁적 상호작용을 피한다.

## 상태 및 보존
이 종은 사냥과 서식지 손실로 인해 파키스탄에서 크게 감소했다. 이 종은 인도에서 크게 영향을 받지 않았으며 전통적으로 농부와 도시 사람들이 용인하는 종이다. 인도검은따오기의 혈장 내 DDT 수치는 19ng/mL로 인도의 한 프로젝트에서 샘플링된 13종의 조류 중 가장 낮았다.
인도검은따오기의 개체군 밀도 추정치는 대부분 습지의 자원봉사자 수에서 도출된다. 이러한 추정치는 대부분의 인도검은따오기 개체군이 고지대와 더 건조한 서식지를 사용하기 때문에 유용하지 않다. 이 종에 대한 유일한 견고한 현장 기반 모니터링 활동은 개체군 추정치를 20,81,800마리 (95% CI: 17,45,340 - 25,41,460마리)로 유지하며, 이는 인도검은따오기를 가장 개체가 많은 고유한 물새 종 중 하나로 만든다. 계절에 따라 종의 수가 크게 달라지기 때문에 모니터링하기 어려운 종이다. 대부분의 따오기는 고지대 및 기타 건조한 서식지에서 먹이를 찾지만, 더 많은 따오기는 지형에 습지가 더 많은 곳에서 발생한다. 인도검은따오기는 특정 크기의 습지를 선호하지 않는 것으로 보이며, 지형에 몇 개의 큰 습지가 있어 여름에 모든 작은 습지가 말라버리는 반건조 지역의 개체군에 도움이 된다고 생각된다.